# نهائي كأس ملك إسبانيا 1996
نهائي كأس إسبانيا 1996 هو النهائي رقم 94 في إطار بطولة كأس إسبانيا ، جمعت المباراة النهائية ناديّ برشلونة وأتلتيكو مدريد بتاريخ 10 أبريل على ملعب لا روماريدا في مدينة سرقسطة وتمكن نادي أتلتيكو مدريد من تحقيق البطولة بعد الفوز بنتيجة 1-0 ،جاء هدف الفوز خلال الوقت الإضافي بعد التعادل بدون أهداف خلال الوقت الأصلي للمباراة .

## التفاصيل
| أتلتيكو مدريد                                | 1–0 (ب.و.إ.) | برشلونة            |
| -------------------------------------------- | ------------ | ------------------ |
| ميليكو بانتيش 102' · المدرب · رادومير أنتيتش |              | المدرب يوهان كرويف |

| أتلتيكو مدريد | برشلونة |